# NGC 2528
NGC 2528 est une galaxie spirale intermédiaire située dans la constellation du Lynx. NGC 2528 a été découverte par l'astronome français Édouard Stephan en 1877.

## Caractéristiques
La classe de luminosité de NGC 2528 est II et elle présente une large raie HI. C'est aussi une galaxie lumineuse dans l'infrarouge (LLIRG). Selon la base de données Simbad, NGC 2528 est une radiogalaxie.

### Distance
Sa vitesse par rapport au fond diffus cosmologique est de 4 098 ± 12 km/s, ce qui correspond à une distance de Hubble de 60,5 ± 4,2 Mpc (∼197 millions d'al).

### Classification
Le type de galaxie indiquée (SAB(rs)b) par la base de données NASA/IPAC est basé sur une publication de 1991 et semble corresponde plus à ce que l'on voit sur l'image réalisée grâce aux données de l'étude SDSS.

## Groupe de NGC 2415
NGC 2528 fait partie d'un groupe de galaxies d'au moins neuf membres, le groupe de NGC 2415. Outre NGC 2528 et NGC 2415, les autres du groupe sont NGC 2444, NGC 2445, NGC 2476, NGC 2493, NGC 2524, UGC 3937 et UGC 3944.